# Li Yuwei
Li Yuwei (chiń. 李玉偉, ur. 20 lipca 1965 w Shenyang) – chiński strzelec, mistrz olimpijski, mistrz świata i Azji.
Li uczestniczył w Letnich Igrzyskach Olimpijskich 1984, startując w ruchomej tarczy z 50 m. Z wynikiem 587 punktów zdobył mistrzostwo olimpijskie, wyprzedzając bezpośrednio Helmuta Bellingrodta i Huanga Shipinga. Został tym samym drugim Chińczykiem, który wywalczył złoty medal igrzysk olimpijskich. W 1986 roku został drużynowym mistrzem świata w ruchomej tarczy z 50 m mix (skład zespołu: Huang Shiping, Li Yuwei, Yang Ling), natomiast w zawodach indywidualnych wywalczył brąz, przegrywając wyłącznie z Attilą Soltim i Huangiem Shipingiem.
W 1987 roku został dwukrotnym indywidualnym mistrzem Azji, zwyciężając w ruchomej tarczy z 50 m, oraz w ruchomej tarczy z 50 m mix.

## Wyniki

### Igrzyska olimpijskie
| Igrzyska         | Konkurencja          | Wynik              | Miejsce | Źródło |
| ---------------- | -------------------- | ------------------ | ------- | ------ |
| Los Angeles 1984 | Ruchoma tarcza, 50 m | 587 pkt. (298–289) |         | [ 1 ]  |

### Medale mistrzostw świata
Opracowano na podstawie materiałów źródłowych:
| Mistrzostwa | Konkurencja                         | Wynik     | Miejsce |
| ----------- | ----------------------------------- | --------- | ------- |
| Suhl 1986   | Ruchoma tarcza, 50 m mix            | 389 pkt.  |         |
| Suhl 1986   | Ruchoma tarcza, 50 m mix, drużynowo | 1167 pkt. |         |